# Palafrenero

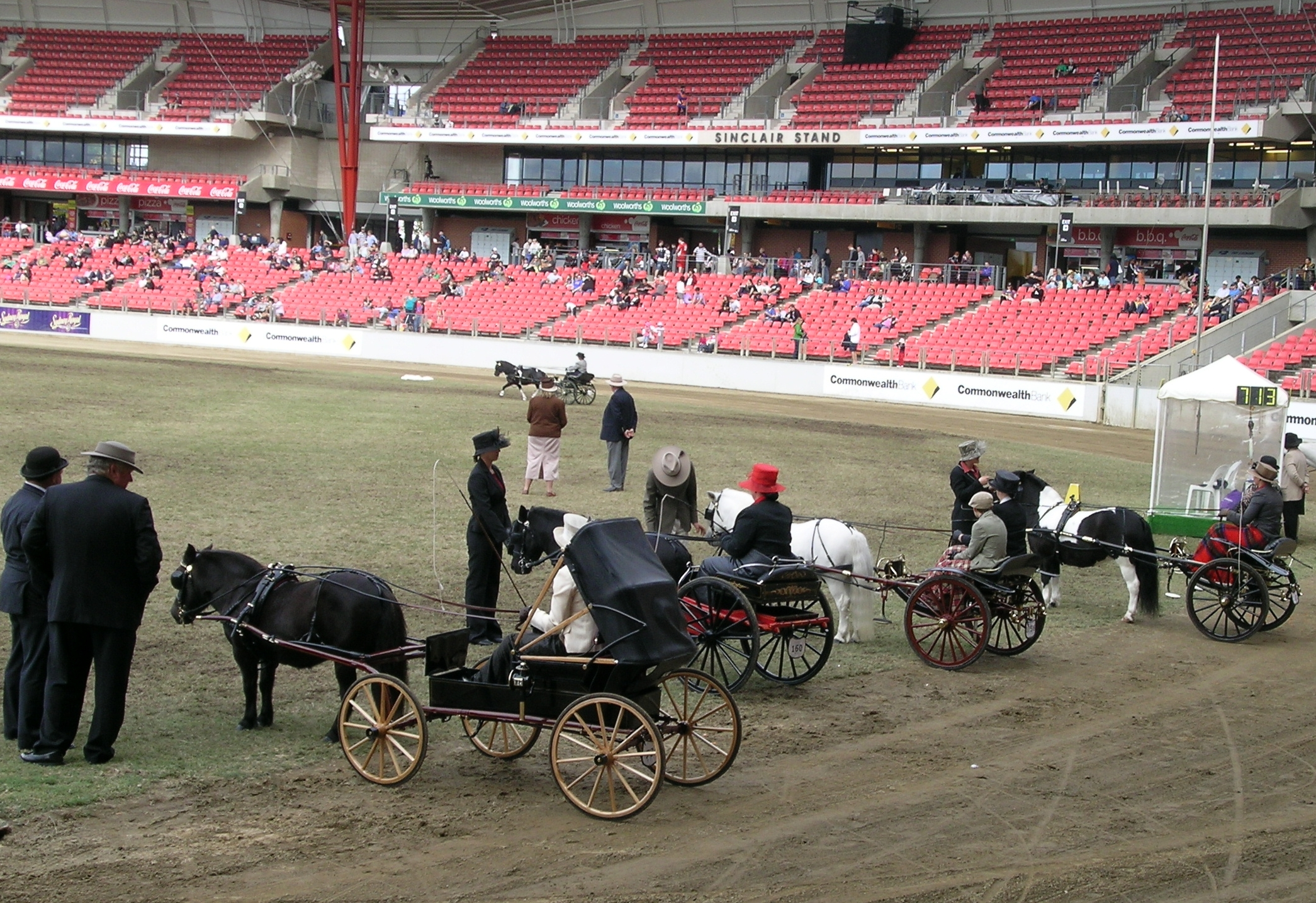
Ponies Shetland con sus conductores y formalmente vestidos como palafreneros en un evento.

Un palafrenero era, antiguamente, el criado que llevaba el caballo cogido del freno. La palabra proviene de «palafrén», el caballo que suele montar el criado cuando acompañaba a su amo a caballo.
Actualmente, los palafreneros pueden ser jóvenes que atienden caballos ya sea en residencias privadas o en sitios de entrenamiento de caballos, como establos, propiedades de pasturaje y academias ecuestres. Las labores básicas del palafrenero son mantener limpio los establos, alimentar, ejercitar y limpiar a los caballos con rasqueta.
- Palafrenero mayor. Se llamaba así, en las caballerizas reales, al picador, jefe de la caballeriza regalada, que sujeta los cabezones del caballo cuando montaba el rey.